# John Berry Haycraft
John Berry Haycraft FRSE (n. 1859 – d. 1923)  a fost un medic britanic și profesor în fiziologie care a efectuat cercetări medicale importante.

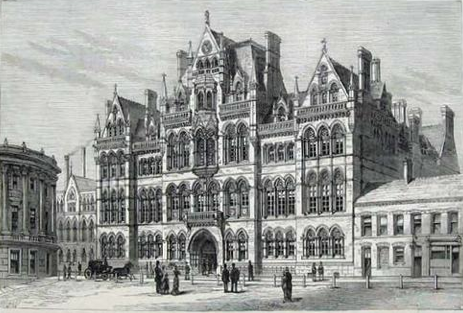
Colegiul de Știință Mason, acum Universitatea din Birmingham

## Biografie
Haycraft s-a născut în Lewes, East Sussex, Anglia, în 1857, fiul actuarului John Berry Haycraft. Fratele său mai mic a fost Sir Thomas Haycraft, judecător în Serviciul Colonial Britanic.
El și-a făcut studiile medicale la Universitatea din Edinburgh, unde a obținut un titlu de doctor în medicină cu privire la istoria, dezvoltarea și funcția carapacei cheloniei și, de asemenea, un DSc în domeniul sănătății publice în 1888. A lucrat o vreme în laboratorul lui Carl Friedrich Wilhelm Ludwig din Leipzig.
În 1880, a fost ales membru al Royal Society of Edinburgh. Cei care l-au propus au fost Peter Guthrie Tait, William Rutherford,  Sir William Turner, și  Sir Thomas Richard Fraser.
În 1881, el a fost numit președinte de fiziologie la Mason College (care mai târziu a devenit Universitatea din Birmingham). A predat în Birmingham și a atras mulți studenți în oraș. În timpul anilor petrecuți în Birmingham și Edinburgh, Haycraft a fost implicat activ în cercetare și a publicat lucrări despre coagulare sânge și în 1884, el a descoperit că lipitoarea a secretat un puternic anticoagulant, pe care l-a numit hirudină, deși nu a fost izolat până în anii 1950,   și nici structura sa complet determinată până în 1976.
Haycraft s-a întors la Londra în 1892 și a fost numită cercetător savant al British Medical Association.
În 1893, a fost numit președinte de fiziologie la Colegiul Universitar din Cardiff, unde a lucrat până la pensionare în 1920. Haycraft a murit trei ani mai târziu.
A murit în Royston, Hertfordshire la 30 decembrie 1922.
S-a căsătorit cu Lily Charlotte Isabel Lillie Stacpoole, sora lui Henry De Vere Stacpoole. John Stacpoole Haycraft a fost nepotul său.

## Cărți și articole publicate
- „Upon the Cause of the Striation of Voluntary Muscular Tissue”, Proceedings of the Royal Society of London (1854-1905). 1 January 1880, 31:360–379
- „A New Hypothesis concerning Vision”, Proceedings of the Royal Society of London (1854-1905). 1 January 1893, 54:272–274
- „On the Action of a Secretion Obtained from the Medicinal Leech on the Coagulation of the Blood”, Proceedings of the Royal Society of London (1854-1905), 1 January 1883, 36:478–487
- Darwinism and Race Progress, London: Scribner, 1895. (Previously published in The Lancet.)
- The Human Body. A Physiology Reader for Schools, London: Thomas Nelson & Sons, 1902.